# Ислакер, Менди
Манди Ислакер (нем. Mandy Islacker; род. 8 августа 1988[…], Эссен, Северный Рейн-Вестфалия) — немецкая футболистка, полузащитник клуба «Штутгарт». В составе сборной Германии олимпийская чемпионка 2016 года. Лучший бомбардир чемпионата Германии в сезонах 2015/16 и 2016/17.

## Достижения
- Победительница Лиги чемпионов УЕФА: 2014/15[англ.]
- Серебряный призёр Чемпионата Германии (3): 2004/05[англ.], 2005/06[англ.], 2008/09[англ.]